# Ряд знакочередующихся факториалов
Ряд знакочередующихся факториалов — это абсолютная величина знакочередующегося ряда факториалов первых n положительных чисел.
То есть в этой сумме факториалы берутся со знаком минус, когда индекс чётен, а n нечётен, и наоборот, когда индекс нечётен, а n чётен. Алгебраически,
{\displaystyle \mathrm {af} (n)=\sum _{i=1}^{n}(-1)^{n-i}i!}
или с помощью рекуррентной формулы
{\displaystyle \mathrm {af} (n)=n!-\mathrm {af} (n-1)}
где af(1) = 1.
Первые несколько сумм знакочередующихся факториалов
1, 1, 5, 19, 101, 619, 4421, 35899, 326981, 3301819, 36614981, 442386619, 5784634181, 81393657019 (последовательность A005165 в OEIS)
Например, третья сумма равна  1! − 2! + 3! = 5. Четвёртая сумма равна −1! + 2! - 3! + 4! = 19. Независимо от чётности числа n последний (n-й) член суммы, n!, всегда имеет положительный знак, а (n - 1)-й — отрицательный.
Эта схема обеспечивает положительность сумм. Если изменить правило формирования суммы, чтобы независимо от чётности n знак члена суммы зависел только от чётности индекса, знак суммы будет меняться, хотя абсолютные значения будут теми же.
Миодраг Живкович в 1999 доказал, что существует лишь конечное число сумм ряда знакочередующихся факториалов, являющихся простыми числами, поскольку 3612703 делит  af(3612702), а потому делит af(n) для всех n ≥ 3612702. К 2006 году были известны простые и вероятно простые af(n) для (последовательность A001272 в OEIS)
n = 3, 4, 5, 6, 7, 8, 10, 15, 19, 41, 59, 61, 105, 160, 661, 2653, 3069, 3943, 4053, 4998, 8275, 9158, 11164
Лишь для значений до n = 661 была доказана простота (на 2006). Значение af(661) примерно равно 7.818097272875 × 101578.